# Kraftwerk Flumenthal
Das Kraftwerk Flumenthal ist ein Niederdruck-Laufwasserkraftwerk an der Aare im Kanton Solothurn in der Schweiz. Obwohl das Kraftwerk den Namen der Gemeinde Flumenthal trägt, liegt es auf dem Boden der Nachbargemeinde Riedholz.

## Geschichte
Im Rahmen der zweiten Juragewässerkorrektion wurde das Bett der Aare zwischen Büren a. A. und Flumenthal erweitert und das Kraftwerk Flumenthal zur Regulierung des Wasserstandes der Aare zwischen Bielersee und Solothurn gebaut und so die Region vor Überschwemmungen geschützt. Da ein Teil des Aufstaus auf dem Gebiet des Kanton Bern zu liegen kam, hatte die BKW Energie 37,9 % Nutzungsrecht der Anlage, der Kanton Solothurn 62,1 %. Die Nutzungsrechte von Solothurn wurden am Anfang von der Aare-Tessin Aktiengesellschaft für Elektrizität (Atel) wahrgenommen, die 2009 in der Alpiq Holding aufging.
Das Kraftwerk wurde in einer Baugrube nördlich der Aare erstellt und der Fluss, nachdem die Bauarbeiten fertig waren, so umgelegt, dass er durch die Wehranlage mit dem Kraftwerk fliesst. Betriebsaufnahme war 1970, im Jahre 1979 kam eine Anlage zur Treibgutentnahme hinzu. Zwischen 2006 und 2009 wurde das Kraftwerk für 30 Mio. Franken modernisiert und die Produktion um 6 % gesteigert. Dies war möglich durch den Einbau größerer Turbinenräder und Vergrösserung des Strömungsquerschnittes.

## Technik
Das Kraftwerk besteht aus einer Wehranlage mit drei 12,5 m breiten Öffnungen und dem Maschinenhaus mit den drei Rohrturbinen. Durch die Verwendung dieser Turbinenbauart ist das Gebäude sehr niedrig und fällt dadurch in der Landschaft weniger auf. Die ersten Turbinen hatten eine Leistung von je 7,8 MW. Sie wurden beim Umbau durch solche mit einer Leistung von je 9 MW ersetzt.